# Serguéi Sirotkin

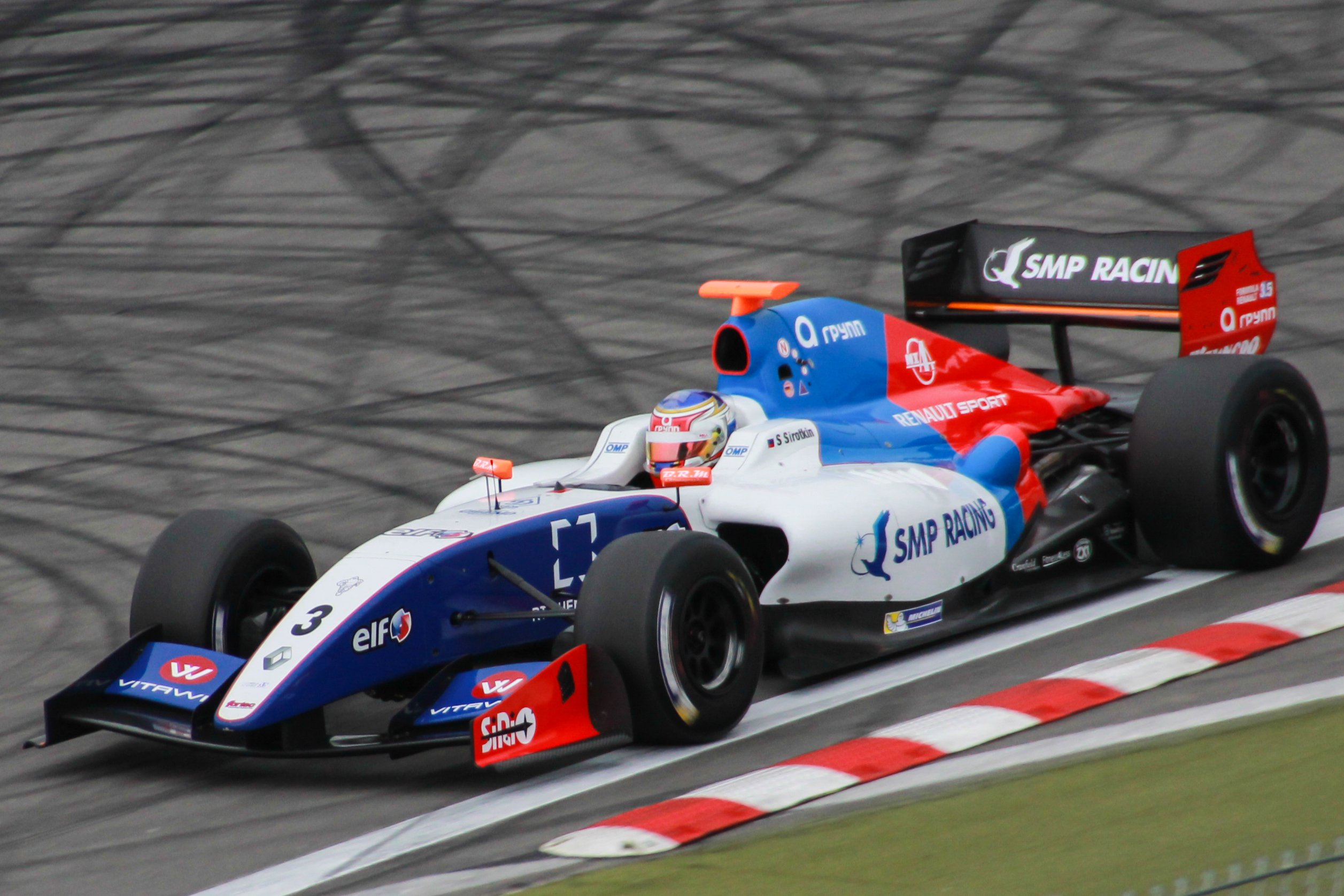
Sergey Sirotkin en Fórmula Renault 3.5 2014.

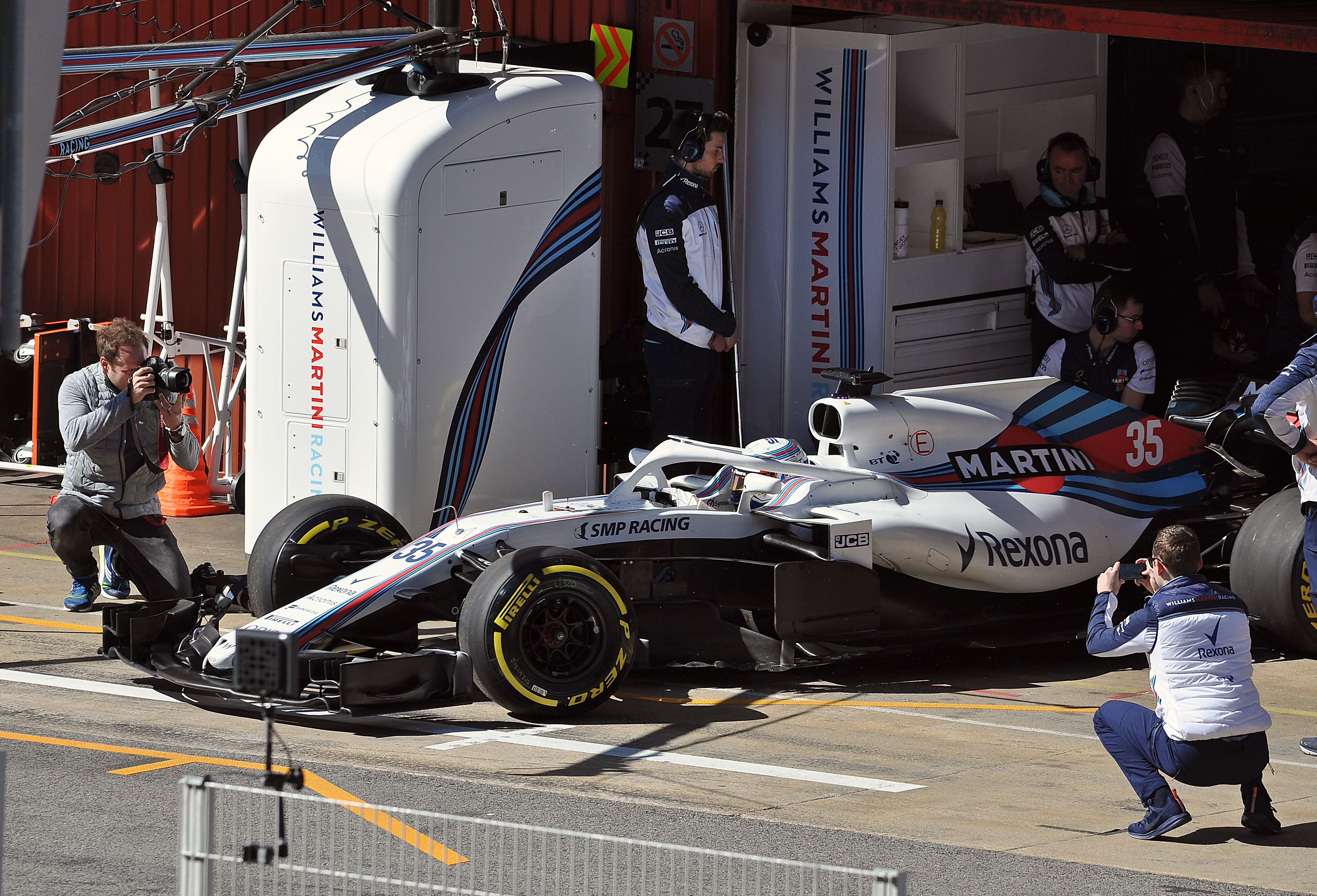
Sergey Sirotkin previo a su debut oficial en Fórmula 1.

Sergey Olégovich Sirotkin (Сергей Олегович Сироткин; Moscú, Rusia; 27 de agosto de 1995) es un piloto de automovilismo ruso. Disputó los campeonatos de GP2 Series de 2015 y 2016 finalizando en ambos en tercera posición. En 2017 y 2019 corrió las 24 Horas de Le Mans con SMP Racing de LMP2. Fue piloto de desarrollo de Sauber y Renault en Fórmula 1, antes de convertirse en piloto titular de Williams en 2018.
En Fórmula 1 logró su único punto en la categoría en el Gran Premio de Italia de 2018.

## Resumen de carrera
| Temporada | Categoría                                          | Equipo                    | Carreras          | Victorias         | Poles             | VR                | Podios            | Puntos            | Pos.              |
| --------- | -------------------------------------------------- | ------------------------- | ----------------- | ----------------- | ----------------- | ----------------- | ----------------- | ----------------- | ----------------- |
| 2010      | Fórmula Abarth                                     | Jenzer Motorsport         | 6                 | 0                 | 0                 | 0                 | 0                 | 12                | 18.º              |
| 2011      | Fórmula Abarth Serie Europea                       | Jenzer Motorsport         | 7                 | 5                 | 1                 | 3                 | 10                | 175               | 1.º               |
| 2011      | Fórmula Abarth Serie Europea                       | Jenzer Motorsport         | 7                 | 5                 | 1                 | 3                 | 10                | 175               | 1.º               |
| 2011      | Fórmula Abarth Serie Europea                       | Euronova Racing by Fortec |                   | 5                 | 1                 | 3                 | 10                | 175               | 1.º               |
| 2011      | Fórmula Abarth Serie Italiana                      | Jenzer Motorsport         | 14                | 2                 | 1                 | 1                 | 9                 | 136               | 2.º               |
| 2011      | Fórmula Abarth Serie Italiana                      | Euronova Racing by Fortec | 14                | 2                 | 1                 | 1                 | 9                 | 136               | 2.º               |
| 2012      | Auto GP World Series                               | Euronova Racing           | 14                | 2                 | 1                 | 5                 | 9                 | 175               | 3.º               |
| 2012      | Fórmula 3 Italiana                                 | Euronova Racing by Fortec | 24                | 2                 | 0                 | 1                 | 6                 | 166               | 5.º               |
| 2012      | Fórmula 3 Italiana                                 | Euronova Racing by Fortec | 18                | 0                 | 0                 | 0                 | 5                 | 116               | 6.º               |
| 2012      | Fórmula Renault 3.5 Series                         | BVM Target                | 2                 | 0                 | 0                 | 0                 | 0                 | 0                 | 35.º              |
| 2013      | Fórmula Renault 3.5 Series                         | ISR                       | 15                | 0                 | 0                 | 0                 | 2                 | 61                | 9.º               |
| 2014      | Fórmula 1                                          | Sauber F1 Team            | Piloto de pruebas | Piloto de pruebas | Piloto de pruebas | Piloto de pruebas | Piloto de pruebas | Piloto de pruebas | Piloto de pruebas |
| 2014      | Fórmula Renault 3.5 Series                         | Fortec Motorsports        | 17                | 1                 | 1                 | 0                 | 4                 | 132               | 5.º               |
| 2015      | GP2 Series                                         | Rapax                     | 22                | 1                 | 1                 | 1                 | 5                 | 139               | 3.º               |
| 2016      | Fórmula 1                                          | Renault Sport F1 Team     | Piloto de pruebas | Piloto de pruebas | Piloto de pruebas | Piloto de pruebas | Piloto de pruebas | Piloto de pruebas | Piloto de pruebas |
| 2016      | GP2 Series                                         | ART Grand Prix            | 22                | 2                 | 3                 | 3                 | 8                 | 159               | 3.º               |
| 2017      | Fórmula 1                                          | Renault Sport F1 Team     | Piloto de pruebas | Piloto de pruebas | Piloto de pruebas | Piloto de pruebas | Piloto de pruebas | Piloto de pruebas | Piloto de pruebas |
| 2017      | Campeonato de Fórmula 2 de la FIA                  | ART Grand Prix            | 2                 | 0                 | 0                 | 0                 | 0                 | 9                 | 20.º              |
| 2017      | 24 Horas de Le Mans - LMP2                         | SMP Racing                | 1                 | 0                 | 0                 | 0                 | 0                 | N/A               | 16.º              |
| 2018      | Fórmula 1                                          | Williams Martini Racing   | 21                | 0                 | 0                 | 0                 | 0                 | 1                 | 20.º              |
| 2018-19   | Campeonato Mundial de Resistencia de la FIA - LMP1 | SMP Racing                | 3                 | 0                 | 0                 | 0                 | 0                 | 12                | 23.º              |
| 2019      | 24 Horas de Le Mans - LMP1                         | SMP Racing                | 1                 | 0                 | 0                 | 0                 | 0                 | N/A               | DNF               |
| 2020      | GT World Challenge Europe Endurance Cup            | SMP Racing                | 4                 | 0                 | 1                 | 0                 | 0                 | 7                 | 20.º              |
| 2020      | Intercontinental GT Challenge                      | SMP Racing                | 1                 | 0                 | 0                 | 0                 | 0                 | 0                 | NC                |
| 2023      | SMP RSKG Endurance - Group F                       | SMP Racing                | 4                 | 3                 | 1                 | 0                 | 3                 | 1098              | 1.º               |
| 2023-24   | Middle East Trophy - 992                           | SMP Racing                | 1                 | 0                 | 1                 | 0                 | 0                 | 0                 | NC†               |
| 2025      | Middle East Trophy - GT3                           | SMP Racing                | Disputándose      | Disputándose      | Disputándose      | Disputándose      | Disputándose      | Disputándose      | Disputándose      |
| Fuente:   |                                                    |                           |                   |                   |                   |                   |                   |                   |                   |

## Resultados

### Fórmula 1
(Clave) (negrita indica pole position) (cursiva indica vuelta rápida)

| Año     | Escudería               | 1       | 2      | 3      | 4       | 5      | 6      | 7      | 8      | 9      | 10     | 11      | 12     | 13     | 14     | 15     | 16     | 17     | 18     | 19     | 20     | 21     | Pos. | Puntos |
| ------- | ----------------------- | ------- | ------ | ------ | ------- | ------ | ------ | ------ | ------ | ------ | ------ | ------- | ------ | ------ | ------ | ------ | ------ | ------ | ------ | ------ | ------ | ------ | ---- | ------ |
| 2014    | Sauber F1 Team          | AUS     | MYS    | BHR    | CHN     | ESP    | MON    | CAN    | AUT    | GBR    | GER    | HUN     | BEL    | ITA    | SIN    | JPN    | RUS TD | USA    | BRA    | ABU    |        |        |      |        |
| 2016    | Renault Sport F1 Team   | AUS     | BHR    | CHN    | RUS TD  | ESP    | MON    | CAN    | EUR    | AUT    | GBR    | HUN     | GER    | BEL    | ITA    | SIN    | MYS    | JPN    | USA    | MEX    | BRA TD | ABU    |      |        |
| 2017    | Renault Sport F1 Team   | AUS     | CHN    | BHR    | RUS TD  | ESP TD | MON    | CAN    | AZE    | AUT TD | GBR    | HUN     | BEL    | ITA    | SIN    | MYS TD | JPN    | USA    | MEX    | BRA    | ABU    |        |      |        |
| 2018    | Williams Martini Racing | AUS Ret | BHR 15 | CHN 15 | AZE Ret | ESP 14 | MON 16 | CAN 17 | FRA 15 | AUT 13 | GBR 14 | GER Ret | HUN 16 | BEL 12 | ITA 10 | SIN 19 | RUS 18 | JPN 16 | USA 13 | MEX 14 | BRA 16 | ABU 15 | 20.º | 1      |
| Fuente: |                         |         |        |        |         |        |        |        |        |        |        |         |        |        |        |        |        |        |        |        |        |        |      |        |

### GP2 Series
(Clave) (negrita indica pole position) (cursiva indica vuelta rápida puntuable)

| Año  | Escudería      | 1   | 1   | 2   | 2   | 3   | 3   | 4   | 4   | 5   | 5   | 6   | 6   | 7   | 7   | 8   | 8   | 9   | 9   | 10  | 10  | 11  | 11  | Pos. | Puntos | Ref.  |
| ---- | -------------- | --- | --- | --- | --- | --- | --- | --- | --- | --- | --- | --- | --- | --- | --- | --- | --- | --- | --- | --- | --- | --- | --- | ---- | ------ | ----- |
| 2015 | Rapax          | SAK | SAK | BAR | BAR | MON | MON | SPI | SPI | SIL | SIL | BUD | BUD | SPA | SPA | MNZ | MNZ | SOC | SOC | SAK | SAK | YMC | YMC | 3.º  | 129    | [ 4 ] |
| 2015 | Rapax          | 12  | 14  | 16  | 10  | 5   | 3   | 2   | 4   | 1   | 8   | 3   | 3   | 9   | 6   | Ret | 5   | 4   | 21  | 5   | 4   | 13  | C   | 3.º  | 129    | [ 4 ] |
| 2016 | ART Grand Prix | BAR | BAR | MON | MON | BAK | BAK | SPI | SPI | SIL | SIL | BUD | BUD | HOC | HOC | SPA | SPA | MNZ | MNZ | KUA | KUA | YMC | YMC | 3.º  | 159    | [ 5 ] |
| 2016 | ART Grand Prix | Ret | 11  | Ret | Ret | 2   | 3   | 12  | 6   | 18  | 21  | 3   | 1   | 1   | 2   | 9   | 16  | 14  | Ret | 2   | Ret | 4   | 3   | 3.º  | 159    | [ 5 ] |

### Campeonato de Fórmula 2 de la FIA
(Clave) (negrita indica pole position) (cursiva indica vuelta rápida puntuable)

| Año  | Escudería      | 1   | 1   | 2   | 2   | 3   | 3   | 4   | 4   | 5   | 5   | 6   | 6   | 7   | 7   | 8   | 8   | 9   | 9   | 10  | 10  | 11  | 11  | Pos. | Puntos | Ref.  |
| ---- | -------------- | --- | --- | --- | --- | --- | --- | --- | --- | --- | --- | --- | --- | --- | --- | --- | --- | --- | --- | --- | --- | --- | --- | ---- | ------ | ----- |
| 2017 | ART Grand Prix | SAK | SAK | BAR | BAR | MON | MON | BAK | BAK | SPI | SPI | SIL | SIL | BUD | BUD | SPA | SPA | MNZ | MNZ | JER | JER | YMC | YMC | 20.º | 9      | [ 6 ] |
| 2017 | ART Grand Prix |     |     |     |     |     |     | 10  | 4   |     |     |     |     |     |     |     |     |     |     |     |     |     |     | 20.º | 9      | [ 6 ] |

### 24 Horas de Le Mans
| Año  | Equipo     | Copilotos                       | Automóvil              | Clase | Vueltas | Pos. | Pos. Clase |
| ---- | ---------- | ------------------------------- | ---------------------- | ----- | ------- | ---- | ---------- |
| 2017 | SMP Racing | Mikhail Aleshin Viktor Shaitar  | Dallara P217-Gibson    | LMP2  | 330     | 33.º | 16.º       |
| 2019 | SMP Racing | Stéphane Sarrazin Egor Orudzhev | BR Engineering BR1-AER | LMP1  | 163     | DNF  | DNF        |

### Campeonato Mundial de Resistencia de la FIA
(Clave) (negrita indica pole position) (cursiva indica vuelta rápida)

| Año     | Escudería  | Clase | Automóvil              | 1   | 2   | 3   | 4   | 5   | 6   | 7   | 8   | Pos. | Puntos | Ref.  |
| ------- | ---------- | ----- | ---------------------- | --- | --- | --- | --- | --- | --- | --- | --- | ---- | ------ | ----- |
| 2018-19 | SMP Racing | LMP1  | BR Engineering BR1-AER | SPA | LMS | SIL | FUJ | SHA | SEB | SPA | LMS | 23.º | 12     | [ 7 ] |
| 2018-19 | SMP Racing | LMP1  | BR Engineering BR1-AER |     |     |     |     |     | NC  | 4   | Ret | 23.º | 12     | [ 7 ] |